# HIAS

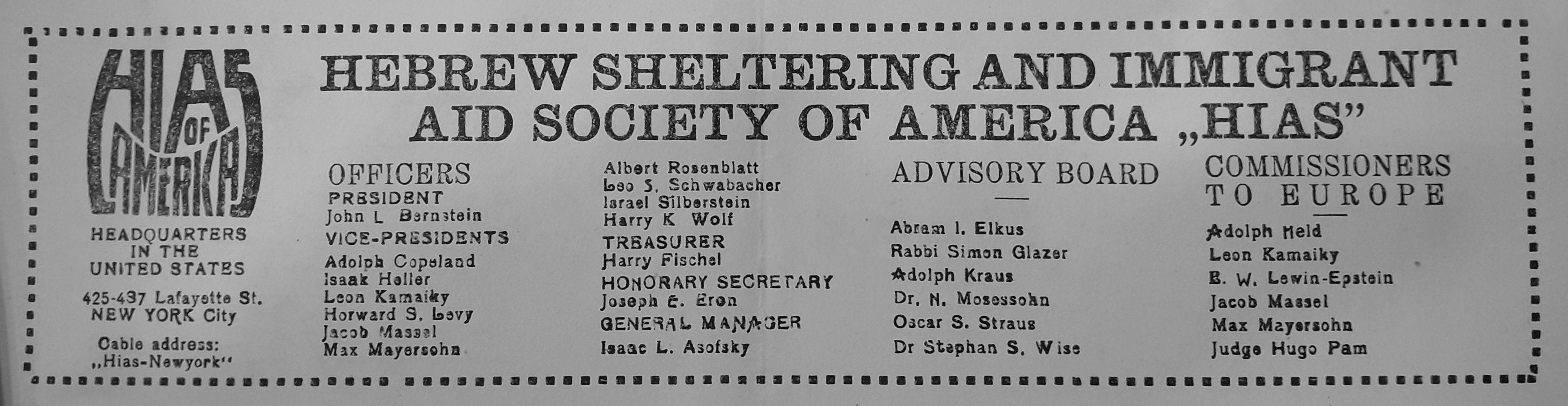
HIAS Hebrew Immigrant Aid Society, 1925

HIAS (skrót od ang. Hebrew Immigrant Aid Society,  Hebrajskie Stowarzyszenie Pomocy Imigrantom) – żydowska międzynarodowa organizacja społeczno-charytatywna, założona w 1909 roku w Nowym Jorku, mająca na celu pomoc materialną i prawną emigrantom żydowskim z Europy Środkowo-Wschodniej w Ameryce.